# Skarżysko Kościelne
Skarżysko Kościelne – wieś w Polsce, położona w województwie świętokrzyskim, w powiecie skarżyskim, w gminie Skarżysko Kościelne.
Miejscowość jest siedzibą gminy Skarżysko Kościelne. Na południe od miejscowości znajduje się przystanek kolejowy Skarżysko Kościelne.

## Części wsi
| SIMC    | Nazwa                           | Rodzaj      |
| ------- | ------------------------------- | ----------- |
| 0252960 | Kolonia                         | część wsi   |
| 0992823 | Leśniczówka Skarżysko Kościelne | osada leśna |
| 0252977 | Skarżysko Kościelne A           | część wsi   |

## Historia
Według Jana Długosza w XV wieku Skarżysko Kościelne (zapisane przez niego pod nazwą Skarzyczsko coenobialis) było własnością klasztoru cystersów w Wąchocku. Z łanów kmiecych klasztorowi oddawano po fertonie czynszu, a także 30 jaj, 4 koguty i 2 sery. Miejscowi chłopi odrabiali pańszczyznę jeden dzień w tygodniu własnym wozem, ponadto powabę i pomocne. Oddawano również 8 korcy owsa i 4 jęczmienia. Znajdowały się tu także trzy karczmy z rolą i zagroda, które odrabiały pańszczyzny jeden dzień pieszy w tygodniu. Wszystkie role płaciły również klasztorowi dziesięcinę snopową i konopną o wartości 8 grzywien. 
Wsią klasztoru cystersów wąchockich w województwie sandomierskim było także w ostatniej ćwierci XVI wieku.
W 1657 r. opat cystersów w Wąchocku, ks. Tomasz Leżański erygował tu kościół i parafię.
W XIX w. Skarżysko Kościelne było siedzibą gminy w powiecie iłżeckim. W 1827 r. wieś miała 46 domów i 341 mieszkańców. W 1880 r. znajdowały się tu 94 domy. Było tu 659 mieszkańców, 272 morgów ziemi dworskiej, 1337 morgów ziemi włościańskiej i 250 morgów w osadzie poduchownej
W latach 1975–1998 miejscowość administracyjnie należała do województwa kieleckiego.

## Zabytki
Kościół parafialny pw. Świętej Trójcy, wzniesiony w latach 1637–1643 wraz z dwiema kaplicami oraz ogrodzeniem został wpisany do rejestru zabytków nieruchomych (nr rej.: A.794/1-4 z 16.10.1956 i z 11.02.1967).